# Claoxylon kotoense
Claoxylon kotoense är en törelväxtart som beskrevs av Bunzo Hayata. Claoxylon kotoense ingår i släktet Claoxylon och familjen törelväxter.
Artens utbredningsområde är Taiwan. Inga underarter finns listade i Catalogue of Life.